# Laphystia fasciata
Laphystia fasciata är en tvåvingeart som först beskrevs av Lynch Arribalzaga 1880.  Laphystia fasciata ingår i släktet Laphystia och familjen rovflugor. Inga underarter finns listade i Catalogue of Life.